# Miroslav Štěpánek
Miroslav Štěpánek (* 15. Januar 1990 in Olmütz, Tschechoslowakei) ist ein ehemaliger tschechischer Fußballspieler auf der Position eines Abwehrspielers, der zumeist als Innenverteidiger eingesetzt wurde.

## Vereinskarriere
Miroslav Štěpánek begann seine Fußballkarriere beim SK Sigma Olomouc. Im Jahre 2006 wechselte er nach Deutschland zum Hamburger SV, wo er zuerst bei den Junioren und dann bei der U-19-Mannschaft des Vereins zum Einsatz kam. Dort schaffte der Verteidiger im Sommer 2008 den Sprung in den Profikader.
Im August 2008 wurde er an den österreichischen Bundesligisten Kapfenberger SV ausgeliehen, um Spielpraxis sammeln zu können.
Sein Debüt in der österreichischen Bundesliga gab Štěpánek am 27. September 2008 beim Auswärtsspiel der Falken gegen den LASK Linz. Bei den Kapfenbergern kam er zu elf Ligaeinsätzen und reiste nach dem Saisonende zurück nach Deutschland.
Durch diverse Kreuzbandverletzungen wurde Štěpánek in der Vergangenheit immer wieder zurückgeworfen. Erst am 30. Oktober 2011 konnte Štěpánek sein Comeback in der zweiten Mannschaft des HSV bei der 2:4-Auswärtsniederlage gegen den TSV Havelse feiern. Sein Vertrag wurde zum Ende der Saison 2011/12 nicht verlängert. Er wechselte daraufhin in die Slowakei zum Erstligisten FK Senica. Ab Januar 2013 spielte er für den MSV Duisburg II in der Regionalliga West. Im Sommer 2013 ging er zu Eintracht Norderstedt. Nach einem Jahr wechselte er zur SpVgg Grün-Weiß Deggendorf. Nach einem weiteren Jahr wechselte er zum VfB Straubing, den er noch in der Winterpause Richtung FC Otterskirchen, einem Verein aus der Kreisklasse Passau, verließ. Nach acht Spielen und zwei Toren im Frühjahr 2016 endete auch sein dortiges Engagement. Danach wechselte er ins benachbarte Österreich zum SK Schärding und nach eineinhalb Spielzeiten zum ebenfalls in Schärding ansässigen ATSV Schärding, bei dem er in weiterer Folge eineinhalb Spielzeiten lang aktiv war.
Im Juni 2019 vermeldete der SV Fürstenstein aus der A-Klasse Eging die Verpflichtung des einstigen Fußballprofis. Im August 2020 wechselt er zum tschechischen Klub FK Rudna.

## Nationalmannschaft
Štěpánek spielte für die tschechischen U-16-, U-17-, U-19- und U-21-Nationalauswahlen.